# Antonio Angulo
Antonio Angulo Sampedro (El Llano, 18 februari 1992) is een Spaans wielrenner.

## Carrière
In juni 2015 tekende Angulo een contract bij het Israëlische Cycling Academy Team. Twee dagen later maakte hij zijn debuut voor de ploeg in de Ronde van Małopolska, waar hij in de eerste etappe tiende werd. Een week later werd hij vijfde in de Poolse eendagswedstrijd Korona Kocich Gór. Aan het eind van het seizoen werd zijn contract werd niet verlengd.
In 2016 nam Angulo met een Spaanse nationale selectie deel aan de Ronde van Madrid, waar hij op plek 24 in het eindklassement eindigde.
In 2020 werd Angulo prof bij Euskaltel-Euskadi. In zijn tweede jaar bij de ploeg werd hij onder meer zestiende in de Memorial Marco Pantani en veertiende in de Trofeo Matteotti.
Na drie jaar in Baskische dienst maakte Angulo in 2023 de overstap naar Burgos-BH. Bij zijn debuut voor de ploeg sprintte hij naar de derde plek in de openingsrit van La Tropicale Amissa Bongo. Eind mei maakte hij deel uit van de selectie die de openingsploegentijdrit in de GP Beiras e Serra da Estrela won.

## Overwinningen
2023
1e etappe GP Beiras e Serra da Estrela (ploegentijdrit)

## Resultaten in voornaamste wedstrijden
|      | \| Jaar \| Clásica San Sebastián \| Parijs-Tours \| \| ---- \| --------------------- \| ------------ \| \| 2020 \| \| 16e \| \| 2021 \| \| 117e \| \| 2022 \| 51e \| \| |              |
| Jaar | Clásica San Sebastián | Parijs-Tours |
| 2020 | | 16e          |
| 2021 | | 117e         |
| 2022 | 51e |              |

## Ploegen
- 2015 –  Cycling Academy Team (vanaf 10-6)
- 2017 –  LA Alumínios-Metalusa
- 2019 –  Efapel
- 2020 –  Euskaltel-Euskadi
- 2021 –  Euskaltel-Euskadi
- 2022 –  Euskaltel-Euskadi
- 2023 –  Burgos-BH
- 2024 –  Burgos-BH
- 2025 –  Burgos Burpellet BH

Angulo · Bear · Daško · Einhorn · Gabay · Goldstein · Krasnodębski · Malovec · Migdał · Piaskowy · Sagiv · Talaga · Turek · Warchoł · Zilberstein
Angulo · Aristi · Azparren · Azurmendi · Ballarin · Bizkarra · Bou · Canal · Cuadrado · Etxeberria · Goikoetxea · Iribar · Irizar · Isasa · Iturria · Juaristi · Lobato · Martín · Maté ·  Soto · Lasa (stagiair) · Mintegui (stagiair)
Alleno · Álvarez · Angulo · Aparicio · Ardila (tot 23/8) · Barthe · Bol · Díaz · Ezquerra · Fagundez · M. Fernández · Franco · Fuentes · Langellotti · Madrazo · Mora (vanaf 9/5) · Navarro · Okamika · Orts · Pelegrí · Peñalver · Sánchez · Delgado (stagiair) · S. Fernandez (stagiair)
Alleno · Álvarez · Angulo · Aparicio · Bol · Bouglas · Chumil · Delgado · Díaz · Ezquerra · Fagundez · Fernandez · Franco · Fuentes · Gate · Jackson · Langellotti · Mora · Okamika · Pelegrí · Sainbayar · Vacek · Bennassar (stagiair) · Cabedo (stagiair) · Rey (stagiair)